# Береговое (Ялта)
Берегово́е (до 1971 — Кастро́поль; укр. Берегове, крымскотат. Kastropol, Кастрополь) — посёлок городского типа / посёлок в Крыму, входит в состав городского округа Ялта (Симеизского поселкового совета Ялтинского горсовета).

## Население
| 1979 | 1989 | 2001 | 2009 | 2010 | 2011 |
| ---- | ---- | ---- | ---- | ---- | ---- |
| 922  | ↘809 | ↘519 | ↘501 | ↗502 | ↘497 |
| 2012 | 2013 | 2014 | 2016 |      |      |
| ↘494 | ↘487 | ↘374 | ↗390 |      |      |

Всеукраинская перепись 2001 года показала следующее распределение по носителям языка
| Язык       | Процент |
| ---------- | ------- |
| русский    | 77,2    |
| украинский | 21,76   |
| другие     | 0,63    |

## Современное состояние
На 2020 год в Береговом числится 3 улицы: Кастропольская, Кипарисная и Ленина, действуют ФАП, отделение почты; на 2009 год, по данным поссовета, посёлок занимал площадь 26,9 гектара на которой проживало 523 человека.

## География
Расположен на южном берегу Крыма, на берегу Чёрного моря, в 10,5 км на запад от Симеиза между посёлком городского типа Парковое (В) и посёлком Олива (З), в 35 км западнее Ялты (по шоссе), высота центра над уровнем моря — 77 м. Транспортное сообщение осуществляется по региональной автодороге 35К-002 Севастополь — Ялта (по украинской классификации — Н-19).
Курортная местность защищена Главной грядой Крымских гор от холодных северо-восточных и северных ветров. Богатая естественная растительность (хвойные и лиственные породы) сочетается с парковыми насаждениями; преобладают вечнозелёные деревья и кустарники.
Посёлок разделён на две исторически сформировавшиеся части: Верхний Кастрополь, расположенный западнее, и Нижний Кастрополь или просто Кастрополь, расположенный восточнее.

### Верхний Кастрополь и скала Ифигения
В Верхнем Кастрополе находится жилая одноэтажная усадебная застройка, православный храм 2010 года постройки, освященный в честь Казанской иконы Божией Матери.
Ниже уровня построек Верхнего Кастрополя над морем расположена скала Ифигения — горный массив высотой 120 м и длиной по урезу моря 450 метров. Название скалы связано с мифом об Ифигении в Тавриде и присвоено скале владельцем имения Н. Н. Демидовым в 1820-х годах.

## История
На месте поселка до конца XVIII века существовало греческое селение Кастропуло (греч. Καστρόπουλο — «крепостенка», «укрепленьице»). Очевидно, оно получило своё название от византийского укрепления XI века, следы которого были обнаружены естествоиспытателем П. Кеппеном и археологической разведкой 1968 года в районе скалы Ифигения. Также существует мнение, что в названии Кастропуло отразилось греческое переосмысление таврского слова *pula — «город».
Согласно легендам, записанным у местных жителей в конце XIX века, до создания крепости, ориентировочно в VII—X веках, близ скалы Ифигения располагался православный монастырь. Та же легенда утверждала, что монастырь посвящался памяти мучеников, распятых на данной скале для устрашения мореплавателей около III в. н. э. римскими властями во время гонений на христиан. До сих пор не найдено документальных и материальных подтверждений этой легенды. Однако именно она послужила основанием для возведения ныне существующего креста на вершине скалы Ифигения. В 1873 году крымский краевед Василий Кондараки писал:

Кастропуло — одно из лучших здесь имений по близости к морю, красоте местоположения и свойству земли для виноградников. Нет сомнения, что некогда здесь было довольно значительное поселение древних греков. Доказательством тому, кроме названия, означающего существование в нём крепости, служат замеченные академиком Кеппеном следы укрепления на скале, подходящей к самому морю и открытие в земле глиняных амфор или громадной величины кувшинов, в которых древние сохраняли свои вина. Жители бывшого татарского поселение Михалатки, ныне переселившиеся в Турцию, передавали мне, что по преданию, перешедшему к ним от отцев, Кастропуло оставлено греками в то время, когда совершился выход Христиан из Крымского ханства в Мариупольские степи; что поселение это было обширное до турецкого владычества на южном берегу, но впоследствии, когда турецкие аги начали обращаться с ними жестоко и препятствовать в свободном отправлении Богослужения, угнетенные не иначе могли молиться как в пещере и были рады при первой возможности оставить родину. По словам тех же татар, окрестности Кастропуло при греках были несравненно богаче разного рода растительностию и изобиловали хлебным зерном, которое в настоящее время не сеется здесь более. От них я узнал также, что пещера, служившая Храмом несчастным Христианам и до настоящого времени представляет следы, согласующиеся с преданием, и находится в скале против деревень Михалатки и Кучук-коя, отстоящих от Кастропуло в незначительном разстоянии. 

### Период Российской империи
На военно-топографической карте генерал-майора Мухина 1817 года обозначено ещё просто урочище Кастроп. В 1823 году имение Кастропуло приобрел представитель одной из богатейших семей России — Николай Никитич Демидов — с целью превращения его в «экономию» (обособленную хозяйственную единицу) экспериментально-виноградарского направления. В экономии за короткое время было высажено более 20 тысяч виноградных лоз французского и испанского происхождения, в склонах вырыты винные погреба, налажено массовое производство бочек.
После смерти Н. Н. Демидова (1828 год) Кастропуло являлось совместным имением его сыновей-меценатов — курского губернатора Павла Николаевича Демидова и Анатолия Николаевича Демидова (князя Сан-Донато). В 1837 году Кастропуло посетила естествоведческая экспедиция Анатолия Демидова (группу ученых возглавлял профессор Парижской Горной школы Ф. Ле-Пле), оставившая краткое описание экономии. Именным указом Николая I от 23 марта (по старому стилю) 1838 года, 15 апреля был образован новый Ялтинский уезд и селение передали в состав Дерекойской волости. На карте 1842 года Кастрополь обозначен уже условным знаком «малая деревня», то есть, менее 5 дворов.
По разделу собственности Демидовых 1861 года Кастропуло отошло сыну П. Н. Демидова — Павлу Павловичу Демидову (князю Сан-Донато), впоследствии киевскому городскому голове. Согласно «Списку населённых мест Таврической губернии по сведениям 1864 года», составленному по результатам VIII ревизии 1864 года, Кастрополь — владельческая русская экономия, с 1 двором и 7 жителями, при ручье Куйме. На трёхверстовой карте 1865—1876 года отдельно, как мелкие селения, обозначены Кострополь и дача Демидова.
В 1873 году П. П. Демидов продал Кастропуло русскому дипломату барону Карлу Карловичу Толю, который передал имение своей дочери Маргарите (жена А. П. Извольского). После этого название поселка Кастропуло было преобразовано в Кастрополь по аналогии с распространенными в южнорусском регионе городскими названиями греческого происхождения. На верстовой карте 1889—1890 года на месте Берегового обозначена усадьба Нижний Кастрополь.
В 1882—1892 годах в имении Кастрополь баронессы М. К. Толль прожила последние годы жизни организатор одной из первых в России Общин сестер милосердия Марфа Сабинина; здесь ею написаны автобиографические «Записки». В те же годы в Кастрополе часто бывала подруга и соратник М.Сабининой по делам благотворительности — фрейлина императорского двора баронесса Мария Фредерикс. По инициативе М.Сабининой на средства Марии Фредерикс в Кастрополе был построен и освящен переносной православный храм (вскоре, однако, перенесенный по воле самих меценатов в Феодосию, где он послужил основанием для строительства Казанского собора).
В начале XX века Кастрополь принадлежал московским инженерам Николаю и Дмитрию Первушиным (нынешний Нижний Кастрополь) и петербургскому владельцу прядильной и ткацкой фабрик Эдуарду Наполеоновичу Пельтцеру (нынешний Верхний Кастрополь). Имение Первушиных использовалось как доходный курорт открытого типа — на территории имения было выстроено 8 дач, сдававшихся всем желающим и объединённых развитой курортной инфраструктурой. Совладелец имения Д. Первушин поселился здесь и вплоть до революции служил управляющим собственного курортного предприятия.
Летом-осенью 1895 г. на одной из кастропольских дач Д. Первушина жил и работал в комиссии по борьбе с филлоксерой на местных виноградниках украинский писатель М. Коцюбинский.
С апреля по ноябрь 1903 года на кастропольских дачах Д. Первушина базировалась исследовательская партия во главе с Н. Гариным-Михайловским, которая разрабатывала маршрут южнобережной железной дороги. Одновременно Гарин-Михайловский работал здесь над своей повестью «Инженеры». В июле 1903 года в гостях у Гарина в Кастрополе несколько дней прожил писатель А. Куприн. Кастропольские изыскания Н. Гарина-Михайловского 1903 года положены в основу проекта новой автотрассы Севастополь — Ялта (построена в 1972 году).

### Советский период
На месте большей части усадьбы и парка имения Д. Первушина в 1924 году были созданы два санатория для учителей. В 1960 году они были объединены в пансионат «Кастрополь». Согласно Списку населённых пунктов Крымской АССР по Всесоюзной переписи 17 декабря 1926 года, в составе Кикинеизского сельсовета Ялтинского района, числились два хутора: Кастрополь с 19 дворами, из них 5 крестьянских, население составляло 36 человек, из них 32 русских, 31 крымский татарин, 1 украинец и Кастрополь Нижний (3 двора, 11 русских жителей).
С Верхним Кастрополем связан эпизод Великой Отечественной войны. В декабре 1941 года здесь, на оккупированной немцами территории, десантировалась и действовала разведывательная группа матросов советского Черноморского флота под командованием мичмана Ф.Волончука. В память об этом рейде на склоноукрепляющем откосе автодороги Ялта — Севастополь вблизи поворота на Нижний Кастрополь в мае 1978 г. установлена мемориальная доска.
В 1944 году, после освобождения Крыма от фашистов, согласно постановлению ГКО № 5859 от 11 мая 1944 года, 18 мая крымские татары были депортированы в Среднюю Азию. С 25 июня 1946 года селение в составе Крымской области РСФСР, а 26 апреля 1954 года Крымская область была передана из состава РСФСР в состав УССР. Время переименования Кастрополя в Береговое пока не установлено: на 15 июня 1960 года посёлок уже числился в Оползневский сельсовете под новым названием, на 1 января 1968 года уже в Симеизском. В 1971 году Береговому присвоен статус посёлок городского типа. С 12 февраля 1991 года селение в восстановленной Крымской АССР.

## Курорт
Мягкий климат средиземноморского типа существенно не отличается от климата Ялты (см. также в ст. Южный берег Крыма и Симеиз). Природно-климатические условия благоприятны для проведения климатотерапии хронических заболеваний органов дыхания, функциональных заболеваний сердечно-сосудистой и нервной систем, и для климатопрофилактики. Пляж из мелкой гальки и песка (длина ок. 2 км) удобен для проведения талассотерапии.
 Функционируют пансионаты «Кастрополь», «Криворожский горняк»; строится санаторный комплекс.

### Транспортная инфраструктура
Проезд к Береговому возможен по двум спускам-серпантинам, примыкающим к автотрассе Севастополь — Ялта. Повороты на эти серпантины расположены за 51 и 53 км от железнодорожной станции Севастополь (соответственно 34 и 32 км от автостанции Ялта). Оба поворота на Кастрополь связаны с Ялтой, Севастополем и Симферополем автобусным сообщением. При этом в автобусных кассах название Береговое не используется (остановочные пункты называются Верхний и Нижний Кастрополь, первый из них ближе к Севастополю, второй — ближе к Ялте).
До самого поселка регулярный транспорт не ходит.
В летний сезон действуют ежедневные туристические маршруты морских катеров, стартующие с причала пансионата «Кастрополь» или заходящие на него, направленные к мысу Айя и другим достопримечательностям Южного берега Крыма.
В Верхнем Кастрополе витки автодороги-серпантина пешеходы могут сократить по плохо сохранившейся многопролётной лестнице 1960 года постройки. В прошлом лестница вела к берегу моря у скалы Ифигения. Ныне остатки нижнего пролёта лестницы упираются в забор частной территории, расположенной под скалой.

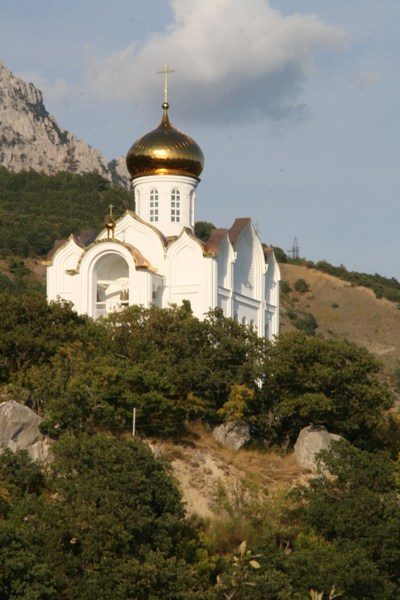
Казанская церковь в Верхнем Кастрополе
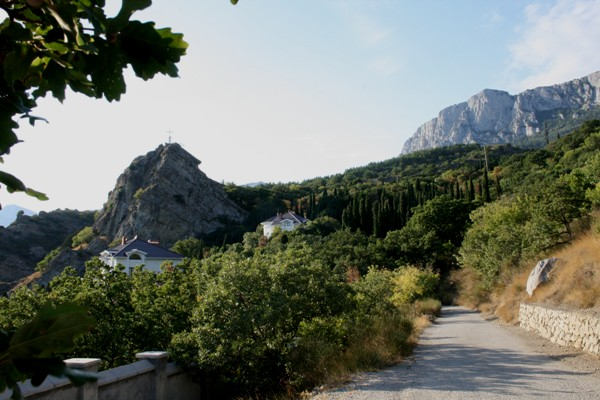
Скала Ифигения и дорога из Нижнего в Верхний Кастрополь
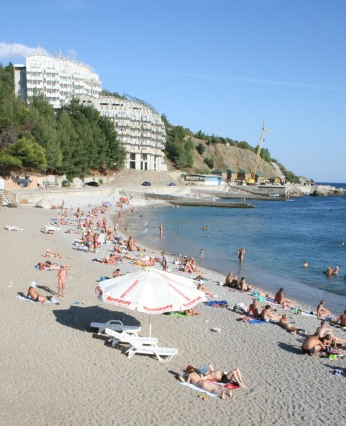
Нижний Кастрополь. Пляж пансионата «Кастрополь»
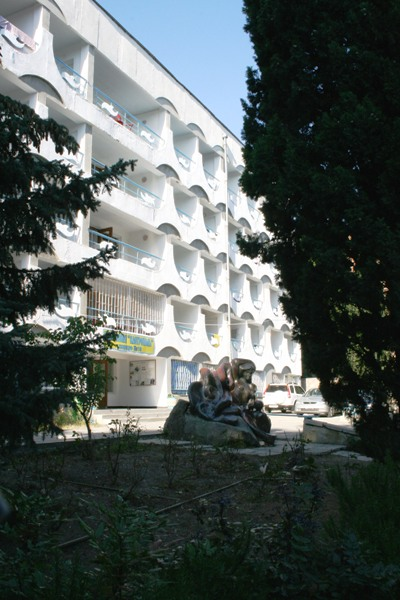
Нижний Кастрополь. Один из корпусов пансионата «Кастрополь»